# Liste de peintures de Valentin de Boulogne
Liste de peintures de Valentin de Boulogne, peintre français du XVIIe siècle.
| Image | Titre                                                                           | Date           | Dimensions                     | Lieu de conservation                                      |
| ----- | ------------------------------------------------------------------------------- | -------------- | ------------------------------ | --------------------------------------------------------- |
|       | Saint Jean-Baptiste                                                             | vers 1613-1614 | Huile sur toile                | Collection particulière                                   |
|       | Le Couronnement d'épines                                                        | vers 1616-1617 | Huile sur toile 173 x 241 cm   | Munich, Bayerische Staatsgemäldesammlungen                |
|       | Le Maryre de saint Barthélemy                                                   | vers 1616-1618 | Huile sur toile 122 x 165,5 cm | Venise, Gallerie dell'Accademia                           |
|       | Le Reniement de saint Pierre                                                    | vers 1616-1618 | Huile sur toile                | Florence, Fondation Roberto Longhi                        |
|       | Jésus chassant les marchands du Temple                                          | vers 1618      | Huile sur toile 195 × 260 cm   | Rome, Galerie nationale d'Art ancien, palais Barberini    |
|       | Soldats jouant aux cartes et aux dés (Les Tricheurs)                            | 1618-1620      | Huile sur toile 121 × 152 cm   | Washington, National Gallery of Art                       |
|       | Le Tricheur                                                                     | 1620           | Huile sur toile 94 × 137 cm    | Dresde, Gemäldegalerie Alte Meister                       |
|       | Saint Jean-Baptiste dans le désert                                              | 1620-1622      | Huile sur toile 178 × 133 cm   | Saint-Jean-de-Maurienne, cathédrale Saint-Jean-Baptiste   |
|       | Jésus chassant les marchands du Temple                                          | vers 1620-1625 | Huile sur toile 192 × 266 cm   | Saint-Pétersbourg, musée de l'Ermitage                    |
|       | Jésus et la femme adultère                                                      | vers 1620      | Huile sur toile 167 × 219 cm   | Los Angeles, J. Paul Getty Museum                         |
|       | Musiciens et soldats                                                            | vers 1620      | Huile sur toile 155 × 200 cm   | Strasbourg, musée des Beaux-Arts de Strasbourg            |
|       | La Diseuse de bonne aventure                                                    | vers 1620      | Huile sur toile 149 × 238 cm   | Toledo, musée d'Art de Toledo                             |
|       | David avec la tête de Goliath et deux soldats                                   | 1620-1622      | Huile sur toile 99 × 134 cm    | Madrid, Musée Thyssen-Bornemisza                          |
|       | Le Martyre de saint Laurent                                                     | 1621-1622      | Huile sur toile 195 × 261 cm   | Madrid, musée du Prado                                    |
|       | Le Concert au bas-relief                                                        | 1622-1625      | Huile sur toile 173 × 214 cm   | Paris, musée du Louvre                                    |
|       | Réunion musicale                                                                | vers 1624      | Huile sur toile 127 x 177 cm   | Leipzig, musée des Beaux-Arts                             |
|       | Le Tribut à César                                                               | vers 1624      | Huile sur toile 111 x 154 cm   | Versailles, musée national du château                     |
|       | Marc l'évangéliste                                                              |                | Huile sur toile 120 x 146 cm   | Versailles, musée national du château                     |
|       | L'Apôtre Matthieu                                                               |                | Huile sur toile 120 x 146 cm   | Versailles, musée national du château                     |
|       | Luc l'évangéliste                                                               |                | Huile sur toile 120 x 146 cm   | Versailles, musée national du château                     |
|       | Jean l'évangéliste                                                              |                | Huile sur toile 120 x 146 cm   | Versailles, musée national du château                     |
|       | Le Jugement de Salomon                                                          | vers 1625      | Huile sur toile 176 x 210 cm   | Paris, musée du Louvre                                    |
|       | L'Innocence de Suzanne reconnue                                                 | vers 1625      | Huile sur toile 175 x 211 cm   | Paris, musée du Louvre                                    |
|       | Réunion dans un cabaret                                                         | vers 1625      | Huile sur toile 96 x 133 cm    | Paris, musée du Louvre                                    |
|       | La Cène                                                                         | 1625-1626      | Huile sur toile 139 x 230 cm   | Rome, Galerie nationale d'Art ancien, palais Barberini    |
|       | Le Jugement de Salomon                                                          | 1625-1626      | Huile sur toile 174 × 213 cm   | Rome, Galerie nationale d'Art ancien, palais Barberini    |
|       | Judith et Holopherne                                                            | vers 1626      | Huile sur toile 106 × 141 cm   | La Valette, musée national des Beaux-Arts                 |
|       | Le Joueur de luth                                                               | vers 1626      | huile sur toile 128 × 99 cm    | New York, Metropolitan Museum of Art                      |
|       | Le Concert                                                                      | vers 1626      | Huile sur toile 112 × 147 cm   | Los Angeles, Los Angeles County Museum of Art             |
|       | Judith                                                                          | 1626-1628      | Huile sur toile 97 × 74 cm     | Toulouse, musée des Augustins                             |
|       | Couronnement d'épines                                                           | 1627-1628      | Huile sur toile 128 × 95 cm    | Munich, Alte Pinakothek                                   |
|       | Le roi David à la harpe                                                         | 1627-1628      | Huile sur toile 70 x 60 cm     | Montréal, musée des Beaux-Arts                            |
|       | Allégorie de l'Italie                                                           | 1628           | Huile sur toile 333 × 245 cm   | Rome, Villa Lante, Institut finlandais                    |
|       | Moïse                                                                           | vers 1628      | Huile sur toile 131 × 103 cm   | Vienne, Kunsthistorisches Museum                          |
|       | La Diseuse de bonne aventure                                                    | vers 1628      | Huile sur toile 125 × 175 cm   | Paris, musée du Louvre                                    |
|       | Un concert                                                                      | 1628-1630      | Huile sur toile 175 × 216 cm   | Paris, Musée du Louvre                                    |
|       | Saint Jérôme                                                                    | 1628-1630      | Huile sur toile 133 x 97 cm    | Wellesley, Davis Museum                                   |
|       | Saint Jean Baptiste                                                             | 1628-1630      | Huile sur toile                | Camerino, Santa Maria in Via                              |
|       | Le Martyre des saints Procès et Martinien                                       | 1629           | Huile sur toile 302 × 192 cm   | Rome, Pinacothèque vaticane                               |
|       | Herminie chez les bergers                                                       | vers 1629      | Huile sur toile 135 × 186 cm   | Munich, Alte Pinakothek                                   |
|       | Les Quatre Âges de l'homme                                                      | vers 1629      | Huile sur toile 96 × 134 cm    | Londres, National Gallery                                 |
|       | Samson                                                                          | 1630           | Huile sur toile                | Cleveland, Museum of Art                                  |
|       | Le Sacrifice d'Isaac                                                            | 1630-1631      | Huile sur toile 149 × 186 cm   | Montréal, musée des Beaux-Arts                            |
|       | Saint Jean Baptiste                                                             | vers 1631      | Huile sur toile 135 × 100 cm   | Apiro, Collegio di Sant'Urbano                            |
|       | Une compagnie musicale avec un diseur de bonne aventure (réunion avec un gitan) | 1631           | Huile sur toile 190 × 265 cm   | Vaduz et Vienne, Collections des princes de Liechtenstein |
|       | Portrait de Rafaello Menicucci                                                  | 1631-1632      | Huile sur toile                | Indianapolis, Institute of Art                            |
|       | Saint Paul écrivant ses épîtres                                                 |                | Huile sur toile                | Houston, Museum of Fine Arts                              |
|       | Soldats jouant aux dés                                                          |                | Huile sur toile                | Louviers, musée municipal                                 |